# Варминг, Магнус
Магнус Варминг (дат. Magnus Warming; род. 8 июня 2000, Нюкёбинг) — датский футболист, нападающий клуба «Бранн».

## Клубная карьера
Варминг — воспитанник клубов «Нюкёбинг» и «Брондбю». 21 мая 2017 года в матче против «Сённерйюска» он дебютировал в датской Суперлиге в составе последних. В 2018 году Магнус на правах аренды вернулся в «Нюкёбинг», в составе которого сезон отыграл в Первой лиге Дании. В 2020 году Враминг перешёл в «Люнгбю». 1 июня в матче против «Копенгагена» он дебютировал за новую команду. В этом же поединке Магнус забил свой первый гол за «Люнгбю».
Летом 2021 года Варминг перешёл в итальянский «Торино», подписал контракт на 3 года. Сумма трансфера составила 1,2 млн евро. 17 октября в матче против «Наполи» он дебютировал в итальянской Серии A. Летом 2022 года Варминг был арендован немецким «Дармштадт 98». 16 июля в матче против «Яна» он дебютировал во Второй Бундеслиге. 1 августа в поединке Кубка Германии против «Ингольштадт 04» Магнус забил свой первый гол за «Дармштадт 98».
Летом 2023 года Варминг подписал контракт на четыре с половиной года с норвежским «Бранном». 6 августа в матче против «Хам-Кама» он дебютировал в Типпелиге. 10 августа в поединке квалификации Лиги конференций против португальской «Ароки» Магнус забил свой первый гол за «Бранн».